# آن سائه-بوم
آن سائه بوم (زاده ۱۳ فوریه ۱۹۹۰) تکواندوکار اهل کره جنوبی است. او تاکنون توانسته است یک مدال نقره و یک مدال برنز در مسابقات قهرمانی جهان به دست آورد.